# بيل لاثام (لاعب كرة قدم أسترالية)
بيل لاثام (بالإنجليزية: Bill Latham)‏ هو لاعب كرة قدم أسترالية أسترالي، ولد في 4 مارس 1907، وتوفي في 1994.

## وصلات خارجية
- بيل لاثام على موقع AustralianFootball.com (الإنجليزية)
- بيل لاثام على موقع AFLtables.com (الإنجليزية)